# The Poison
The Poison je debitantski studijski album velškog metalcore sastava Bullet for My Valentine. Album je objavljen 3. listopada 2005. godine u izdanju Visible Noise Records u Velikoj Britaniji, a 14. veljače 2006. u Sjedinjenim Državama putem izdavačke kuće Trustkill Records. Album je sadržavao 11 novih pjesama i dvije prethodno čute pjesme "Cries in Vain", koja se prethodno čula s njihovog istoimenog britanskog EP-a i američkog EP-a, Hand of Blood, kao i s "4 Words (To Choke Upon ) "je prethodno bio uključen u isto izdanje u SAD-u. Različita izdanja albuma sadrže pjesmu "Hand of Blood", koja se prethodno čula s ovih EP-a, zamjenjujući "Spit You Out".

## Popis pjesama
| 1.    | »Intro featuring (Apocalyptica)«                    | 2:22 |
| 2.    | »Her Voice Resides«                                 | 4:17 |
| 3.    | »4 Words (To Choke Upon)«                           | 3:43 |
| 4.    | »Tears Don't Fall«                                  | 5:48 |
| 5.    | »Suffocating Under Words of Sorrow (What Can I Do)« | 3:35 |
| 6.    | »Hit the Floor«                                     | 5:58 |
| 7.    | »All These Things I Hate (Revolve Around Me«        | 3:45 |
| 8.    | »Room 409«                                          | 4:01 |
| 9.    | »The Poison«                                        | 3:39 |
| 10.   | »10 Years Today«                                    | 3:55 |
| 11.   | »Cries in Vain«                                     | 3:56 |
| 12.   | »Spit You Out«                                      | 4:07 |
| 13.   | »The End«                                           | 6:48 |
| 53:28 |                                                     |      |